# Kopparägglav
Kopparägglav (Candelariella vainioana) är en lavart som beskrevs av Rainer Alarik Hakulinen. Kopparägglav ingår i släktet Candelariella, och familjen Candelariaceae. Enligt den finländska rödlistan är arten sårbar i Finland. Arten är reproducerande i Sverige. Artens livsmiljö är klippor (inklusive flyttblock).